# لاري أ. طومسون
لاري أ. طومسون (بالإنجليزية: Larry A. Thompson)‏ هو منتج أفلام أمريكي، ولد في 1 أغسطس 1944 في كلاركسديل في الولايات المتحدة.

## وصلات خارجية
- لاري أ. طومسون على موقع IMDb (الإنجليزية)